# Station Radziszów
Station Radziszów is een spoorwegstation in de Poolse plaats Radziszów.